# Apamea lunulina
Apamea lunulina là một loài bướm đêm trong họ Noctuidae.